# Wilhelm Elmpt
Wilhelm Elmpt (* 24. Mai 1889 in Düsseldorf; † März 1944 ebenda) war ein deutscher Architekt.

## Leben

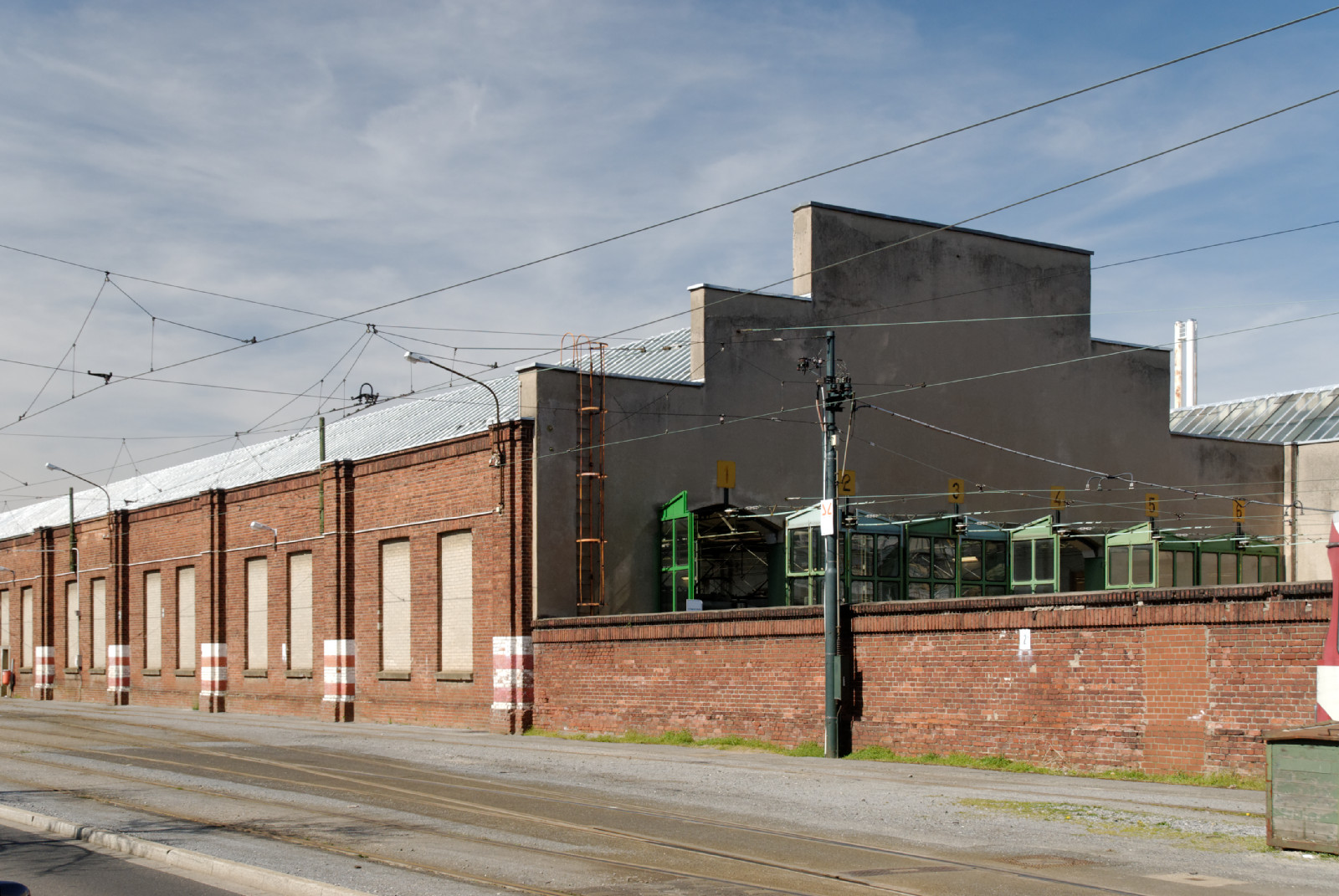
Straßenbahndepot Am Steinberg 35 (2011)

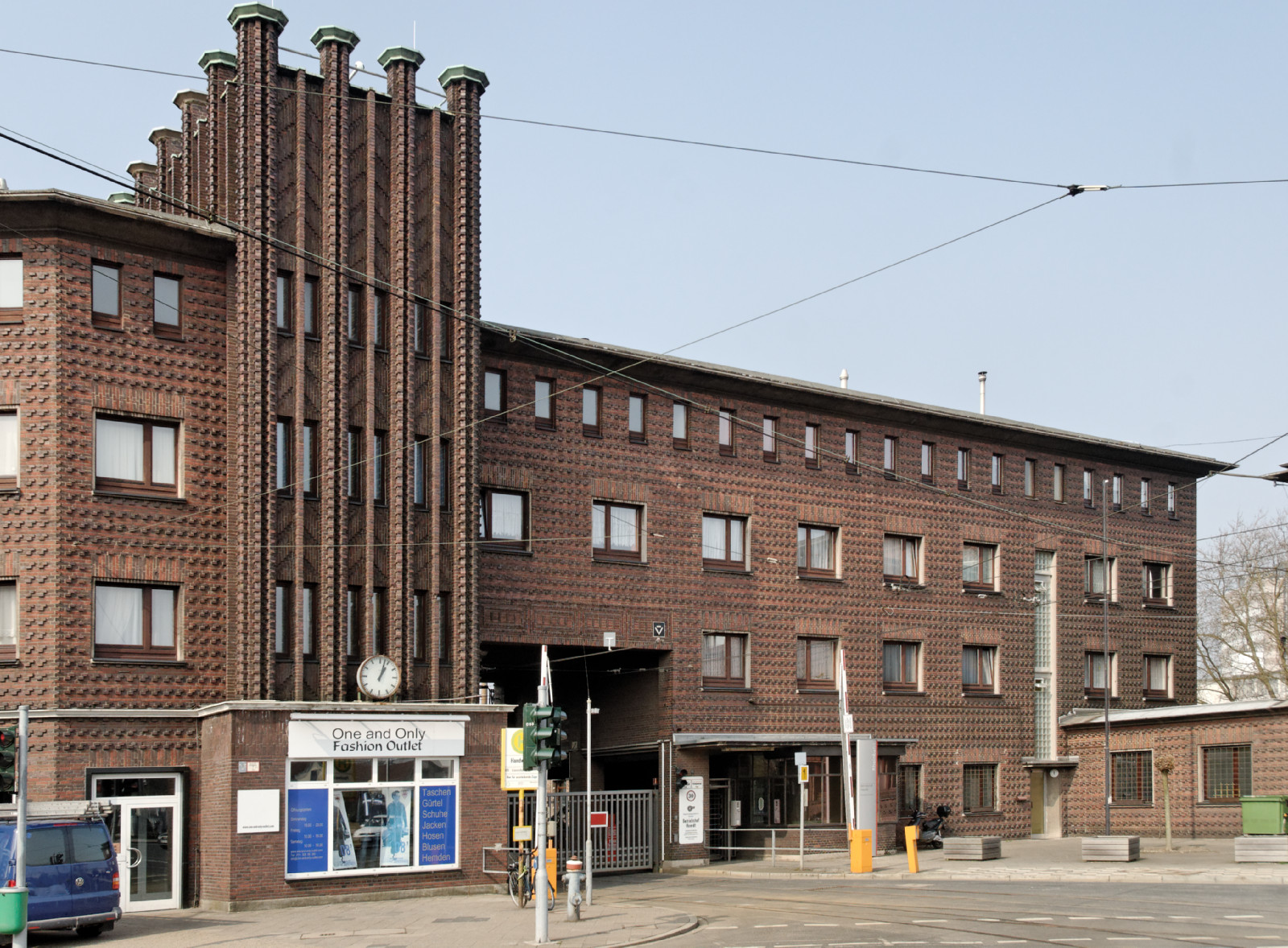
Pforte des Betriebshof Heerdt (2011)

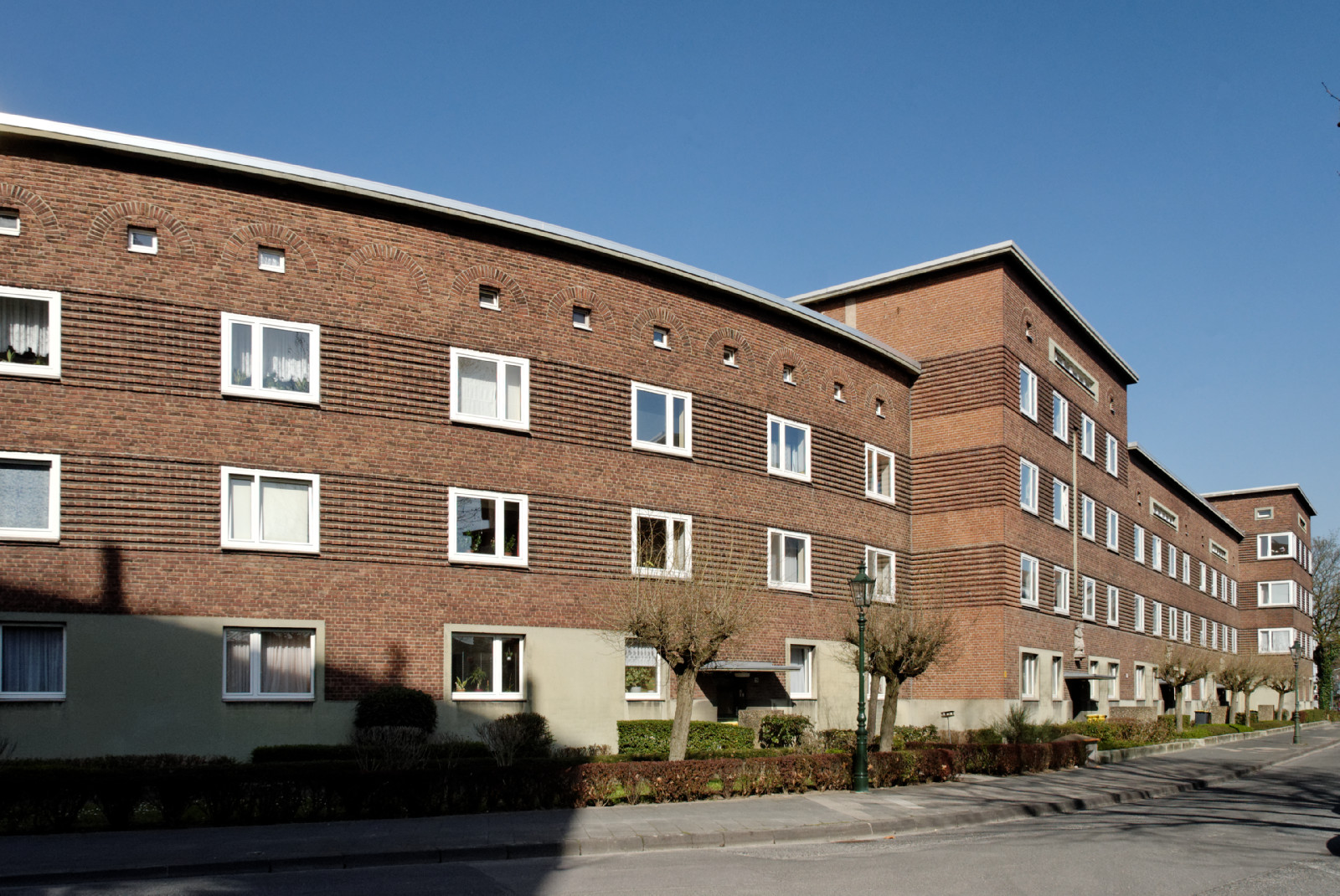
Heerdter Sandberg 29 bis 35 (2011)

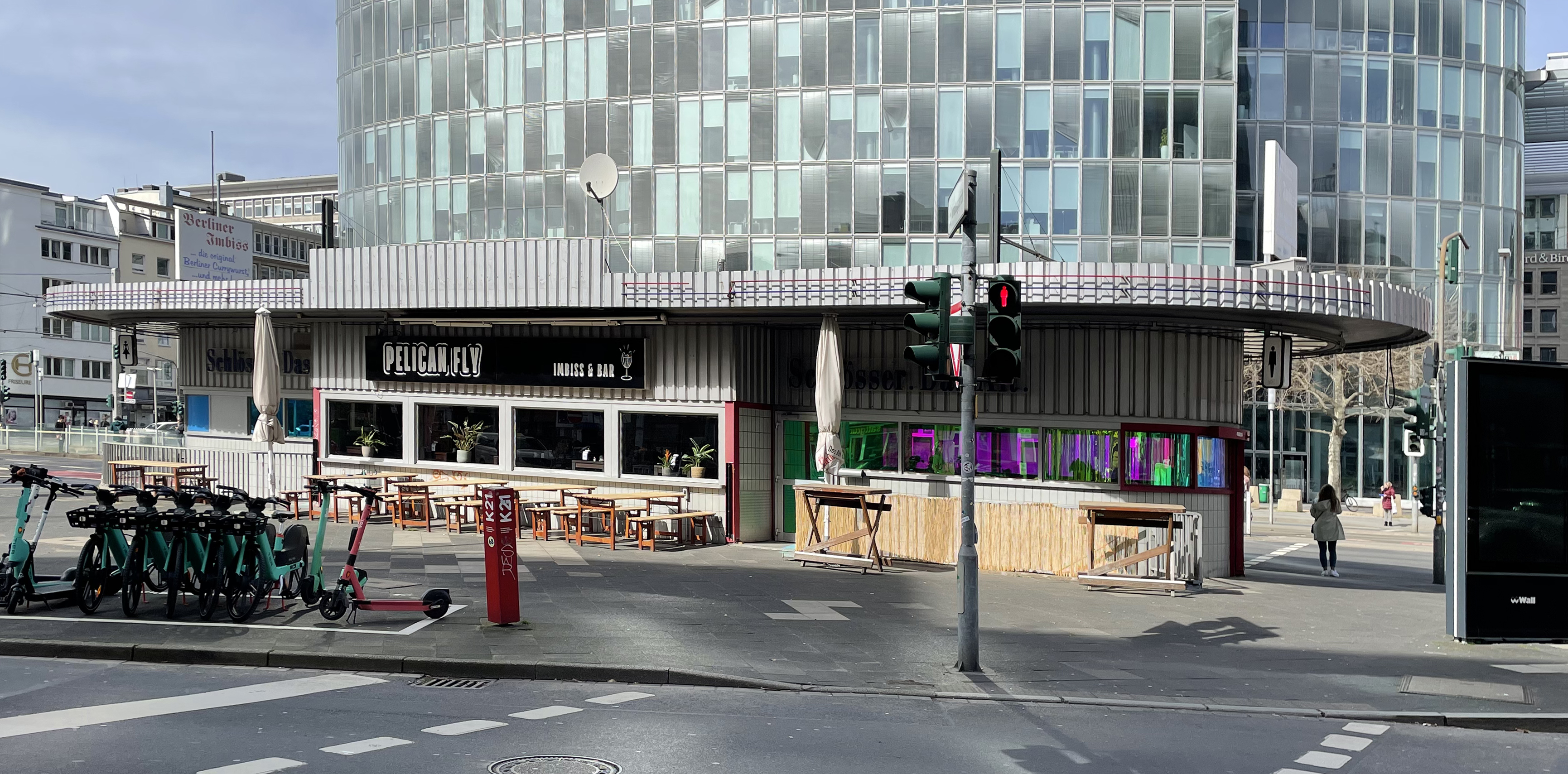
Pavillon am Graf-Adolf-Platz (2023)

Wilhelm Heinrich Elmpt, Sohn des Schlossers August Elmpt, besuchte in Düsseldorf neben der Elementarschule an der Klosterstraße am Nachmittag die städtische Knabenzeichenschule, die darauf vorbereiten sollte, später ein Handwerk oder ein technisches Fach zu erlernen. Ab 1903 folgte eine technische Lehre mit Abschluss an der Kunstgewerbeschule Düsseldorf, gefolgt im Jahre 1907 von einem einjährigen Volontariat im Bauamt der Gemeinde Rath. Danach arbeitete Elmpt in verschiedenen Architekturbüros und einem Baugeschäft. Nach seiner Zeit als Soldat im Ersten Weltkrieg folgte eine Tätigkeit in der Architekturabteilung der Kunstgewerbeschule, deren prägende Lehrkräfte Wilhelm Kreis und Emil Fahrenkamp waren. 1920 erhielt Wilhelm Elmpt den Posten des Chefarchitekten der Rheinischen Bahngesellschaft AG.  Elmpt wurde nach 1933 Mitglied in der „Fachgruppe Architekten“ der im Zuge der Gleichschaltung geschaffenen Reichskammer der bildenden Künste, was die rechtliche Voraussetzung für eine Tätigkeit als selbständiger bzw. leitender Architekt war.
Wilhelm Elmpts Bauten der 1920er Jahre sind dem Backsteinexpressionismus zuzurechnen. Sein Nachlass wird im Baukunstarchiv NRW aufbewahrt. Viele Bauten der Rheinbahn entstanden in Zusammenarbeit mit der Düsseldorfer Bürohausgesellschaft mbH, die an verschiedenen wichtigen Bauprojekten der Zwischenkriegszeit beteiligt war und z. B. als Bauherrin des Wilhelm-Marx-Hauses auftrat.

## Werke (Auswahl)
- 1925: Betriebsbahnhof an der Münsterstraße, Düsseldorf-Derendorf (existierte bis 1992)
- 1928: Erweiterung des Betriebshofs Himmelgeist (heute Am Steinberg 35) um eine sechsgleisige Stumpfhalle (Wagenhalle ohne Durchfahrtmöglichkeit, Gleis 1–6), Düsseldorf-Bilk (seit 1996 Technisches Denkmal)[4]
- 1927/1928: Wohn- und Siedlungsbauten entlang des Heerdter Sandbergs in Düsseldorf-Oberkassel (seit 1988 unter Denkmalschutz)
- 1929: Eingangsbauten des Betriebsbahnhof Düsseldorf-Heerdt zusammen mit Eduard Lyonel Wehner (seit 1997 unter Denkmalschutz)
- 1933: Empfangsgebäude am Düsseldorfer Flughafen (Die Beteiligung der Rheinbahn AG am Düsseldorfer Luftverkehr endete im Jahre 1937.)
- 1936–1937: Fertigstellung der Wohnhäuser an der Ecke Hansaallee und entlang des Heerdter Sandbergs (seit 1988 unter Denkmalschutz)
- 1937: Ovaler Pavillon, Verkehrsgebäude des ehemaligen Busbahnhofs, am Graf-Adolf-Platz
- 1937: Liliputbahnhöfe für die Liliputbahn auf der Reichsausstellung Schaffendes Volk (nach 1937 abgebaut)
- 1937: Wohnhaus als privater Bauherr, Leo-Statz-Straße 13, Golzheimer Siedlung (1936: Solfstraße, 1937 bis 1945: Hans-Erik-Rickmers-Straße, Schlageterstadt)
- 1939: Umbau des Ludwig-Loewe-Haus am Wilhelmplatz 3/8 (heute Konrad-Adenauer-Platz) zum Verwaltungsgebäude der Rheinbahn „Rheinbahnhaus“ (Es wurde in den 1970er-Jahren abgerissen, heute steht hier der Immermannbau.)[5]
- 1939: Umbau Kinderheim, Düsseldorf-Kaiserswerth
- 1942: Umbau Haus Morp, Parkstraße 10, Erkrath